# Джульбарс (сериал)
«Джульба́рс» — российский восьмисерийный военно-исторический телевизионный художественный фильм 2019 года режиссёра Ивана Шурховецкого. Главные роли в нём сыграли Николай Мачульский, Мария Андреева, Алексей Барабаш, Виталия Корниенко. Премьерный показ проходил с 27 апреля по 5 мая 2020 года на российском «Первом канале».

## Сюжет
Действие фильма происходит в августе 1941 года, в начале Великой Отечественной войны. Линия фронта приближается к школе служебного собаководства советских пограничных войск, дислоцированной в окрестностях приграничного украинского села. Перед лицом врага оказываются, наряду с военными, гражданский врач-хирург Кира Павлова и её маленькая дочь Лиза. Случайно оказавшись рядом, Кира спасает жизнь раненому немецкими диверсантами сержанту Егорычу. До его выздоровления Кира с дочерью вынуждены оставаться в школе собаководства. Командир школы капитан Иван Шевцов влюбляется в Киру, та испытывает ответную симпатию, но герои не спешат признаваться друг другу в чувствах. Тем временем Киру ищет отец Лизы Павел Поляков, заведующий отделом обкома партии.
На продуктовом складе пограншколы обнаруживается пропажа колбасы. Курсант Яша Николаев выясняет, что похититель — дикая собака, похожая на волка. Лиза уговаривает командира оставить пса в живых и позволить курсантам дрессировать его в пограншколе, а потом даёт собаке кличку Джульбарс. Шевцов пытается отправить Киру с дочерью в тыл, но вермахт наступает слишком быстро. Отряд вынужден отходить с боями. Шевцов спасает Киру, Лизу и Полякова. Бойцам пограншколы со служебными собаками приходится принять неравный бой и сдержать натиск противника, чтобы дать жителям близлежащего города время на эвакуацию.
В основу фильма легли реальные события: 30 июля 1941 года около села Легедзино в Черкасской области Украинской ССР 500 советских пограничников и 150 служебных собак погибли, защищая отход в тыл мирных жителей.

## В ролях
- Николай Мачульский — Иван Матвеевич Шевцов, капитан пограничных войск НКВД СССР, командир Пограничной школы служебного собаководства
- Мария Андреева — Кира Андреевна Павлова, гражданский врач-хирург, мать Лизы
- Алексей Барабаш — Павел Сергеевич Поляков, заведующий отделом обкома партии, отец Лизы
- Виталия Корниенко — Лиза Павлова, дочь Киры Павловой и Павла Полякова
- Александр Марушев — Егорыч, старшина Пограничной школы служебного собаководства
- Софья Озерова — Глаша Смирнова, ветеринар в Пограничной школе служебного собаководства
- Вячеслав Субраков — Яша Николаев («Якут»), курсант Пограничной школы служебного собаководства
- Джин (собака) — Джульбарс (роль исполнил питерский питомец, помесь лайки и волка; команду дрессировщиков возглавила Александра Степанова[3])[4]

## Создание и оценки
«Джульбарс» был снят по заказу «Первого канала». Съёмки проходили осенью 2016 года в окрестностях Ялты, в них было задействовано 50 собак. Джульбарса сыграл пёс Джинн из Санкт-Петербурга, помесь лайки и волка.
Дата выхода сериала несколько раз переносилась, в конце концов его начали показывать 27 апреля 2020 года. Отзывы зрителей были противоречивыми: критике подверглись сюжет, режиссура, актёрские работы. При этом собаки в кадре стали предметом почти всеобщего восторга.